# Кубачинська мова
Кубачинська мова (самоназва гӀугъбуган мез) — мова кубачинців. В основному зосереджена в Дахадаєвському районі Дагестану. Число мовців близько 7 тис. У 2002 році коли проводився перепис населення РФ, кубачинцями назвалися 88 осіб.
Виділяють 2 говори:
1. кубачинський (власне кубачинський — в селі Кубачі (ГӀугъбуг) та вихідці з нього; амузгінський підговір — в селах Амузгі та Шарі),
2. сулевкайський — в селі Сулевкент (Сулевкай) Хасавюртського району.

Мова не використовує писемності. Існує тільки одна книжка видана кубачинською мовою «Малла ситтала хабарте», що вийшла в 1994 році.